# China-Pakistan Economic Corridor

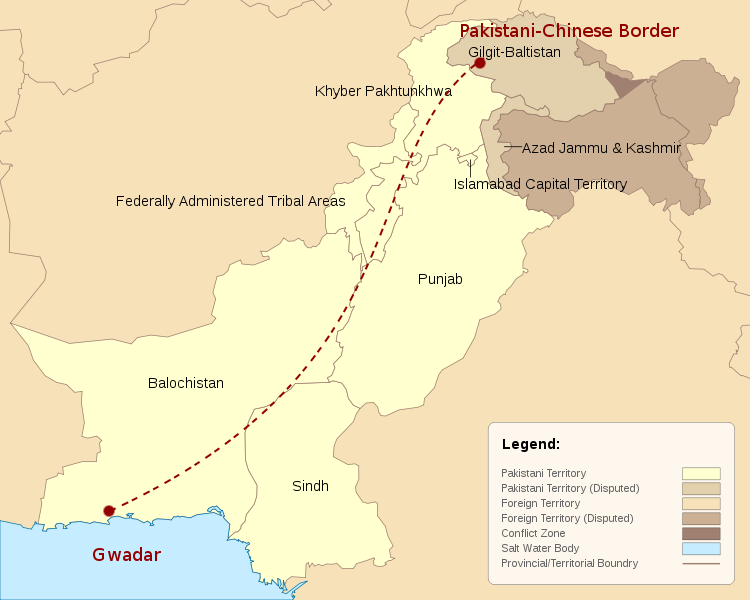
Der chinesisch-pakistanische Wirtschaftskorridor

Der China-Pakistan Economic Corridor (chinesisch 中巴經濟走廊 / 中巴经济走廊, Pinyin Zhōng Bā Jīngjì Zǒuláng, Urdu پاک چین اقتصادی راہداری DMG Pāk-Čīn Iqtiṣādī Rāhdārī, CPEC) besteht aus einer Anzahl von Projekten, welche eine Entwicklung und Verbesserung der pakistanischen Transport- und Energie-Infrastruktur sowie eine erhöhte wirtschaftliche Zusammenarbeit zwischen der Volksrepublik China und Pakistan zum Ziel haben.

## Allgemein
Das Projekt mit der Querung von Pakistans Landmitte zwischen dem ca. 4.700 m hoch gelegenen Kunjirap-Pass und der am Arabischen Meer gelegenen Hafenstadt Gwadar (teils auf dem Karakorum Highway), ist einer der sechs Land-Handels- und Infrastrukturkorridore der Neuen Seidenstraße. Es hat laut Presseberichten ein Investitionsvolumen zwischen 46 und 65 Milliarden US-Dollar.
Es wird erwartet, dass der CPEC im Zeitraum von 2015 bis 2030 bis zu 700.000 Arbeitsplätze schafft und 2–2,5 Prozent zu Pakistans Wirtschaftswachstum beitragen kann. Sollten alle Projekte wie geplant abgeschlossen werden, würde der Gesamtwert den aller ausländischen Investitionen in Pakistan seit 1970 übertreffen.

## Straßen- und Schienenverkehr
Die CPEC Straßen- und Schieneninfrastrukturprojekte verteilen sich über die gesamte Ausdehnung Pakistans und werden letztendlich Gwadar im Südwesten Pakistans mit Chinas autonomer Region Xinjiang verbinden, mit großen Netzwerken von Autobahnen und Zugstrecken. Die Infrastrukturprojekte haben einen Gesamtwert von elf Milliarden Dollar und werden subventioniert von der China Exim-Bank, der China Development Bank und der Industrial and Commercial Bank of China.
Zwischen Karatschi und Lahore soll eine 1100 Kilometer lange Autobahn entstehen; die Karakorum Autobahn zwischen Rawalpindi und der chinesischen Grenze soll komplett erneuert werden.
Die Bahnstrecke Karachi-Peshawar wird erneuert und soll ab 2019 Zügen eine Geschwindigkeit von 160 Kilometer pro Stunde erlauben. Das Schienennetzwerk soll in Kaschgar ebenfalls eine Verbindung mit Chinas Southern Xinjiang Railway erhalten.
Am 6. Juli 2020 wurde ein Vertrag im Wert von 7,2 Milliarden US-Dollar für eine Generalüberholung des pakistanischen Schienennetzes unterzeichnet, bis dahin das teuerste Projekt Chinas in Pakistan.

## Energieinfrastruktur
Pakistan leidet unter chronischem Energiemangel von regelmäßig über 4500 Megawatt, was das Bruttoinlandsprodukt jährlich um 2–2,5 % senkt. Mit CPEC werden 33 Milliarden Dollar in die Energieversorgung investiert.
Ein Netzwerk von Pipelines für flüssiges Erdgas und Öl wird eine 2,5 Milliarden Dollar teure Pipeline zwischen Gwadar und Nawabshah beinhalten, durch die Erdgas aus dem Iran fließen soll.
Es wird ebenso geplant, im Rahmen des ”Early Harvest” CPEC-Projekts sowie vier anderen Projekten, die nicht Teil von CPEC sind, ab 2020 über 10.400 Megawatt Energie zu produzieren. Der Strom soll hauptsächlich mit Kohle produziert werden, doch sind auch Windenergieprojekte geplant sowie der Bau einer der größten Solarparks der Welt.
Nach einem bereits im Juni 2016 erlassenen Verbot für die Genehmigung des Neubaus von Kraftwerken, die importierte Brennstoffe verwenden, wurde der von Premierminister Nawaz Sharif in die Wege geleitete Bau eines Kraftwerks bei Rahimyar Khan im Süden der Provinz Punjab, das mit importierter schwefelarmer Steinkohle (überwiegend aus Südafrika) eine Leistung von 1,32 GW liefern sollte, von dessen Amtsnachfolger Imran Khan im Januar 2019 gestoppt. Anders als Nawaz Sharif stand Imran Khan dem Wirtschaftskorridor und China im Allgemeinen lange Zeit kritisch gegenüber.
Dagegen wurde am 25. Juni 2020 ein Vertrag im Wert von 3,9 Milliarden US-Dollar über den Bau von zwei Wasserkraftwerken in Asad Jammu und Kaschmir unterzeichnet.
Baubeginn für das Karot-Kraftwerk am Jhelam in der Nähe von Kahuta, Provinz Punjab war am 10. Januar 2016.
Im November 2021 war das Kraftwerk zu 95 % fertiggestellt. Nach Inbetriebnahme soll es 3,2 Gigawattstunden pro Jahr liefern und damit den Strombedarf von 5 Millionen Menschen decken.

## Satellitengestützte Überwachung
Da der Wirtschaftskorridor insbesondere in seinem nördlichen Teil, also der Provinz Khyber Pakhtunkhwa und dem Sonderterritorium Gilgit-Baltistan durch unwegsames und dünn besiedeltes Terrain verläuft, ist er anfällig für terroristische Angriffe und kriminelle Aktivitäten.
Aus diesem Grund erwarb die pakistanische Raumfahrtagentur SUPARCO (Space and Upper Atmosphere Research Commission) am 20. April 2016 über die China Great Wall Industry Corporation, eine Tochterfirma der China Aerospace Science and Technology Corporation, die Paketlösungen für ausländische Kunden anbietet, den auf dem CAST-2000-Satellitenbus basierenden und von der Hangtian Dong Fang Hong Satelliten GmbH gebauten „Pakistan Remote Sensing Satellite“, kurz „PRSS-1“. Abgesehen von den üblichen Aufgaben eines Erdbeobachtungssatelliten wie die Erkundung von Bodenschätzen oder die Abschätzung von Ernteerträgen dient dieser Satellit speziell dazu, den Wirtschaftskorridor und die assoziierten Bauprojekte zu überwachen. Am 9. Juli 2018 wurde PRSS-1 mit einer Trägerrakete vom Typ Changzheng 2C vom chinesischen Kosmodrom Jiuquan aus gestartet.

## Terrorismus
Der CPEC verläuft in Pakistan etwa zur Hälfte durch den pakistanischen Teil Belutschistans. Oppositionsgruppen der Belutschen, die sich von Anfang an gegen den CPEC stellten, kritisieren das Projekt, da die lokale Bevölkerung nicht an den CPEC-Projekten beteiligt wird und in keiner Weise davon profitiert. Die Belutschische Befreiungsfront und die Belutschische Befreiungsarmee, die ebenfalls für ein unabhängiges Belutschistan kämpfen, sowie ein Bündnis militanter ethnischer Separatistengruppen der Belutschen, verüben regelmäßig Anschläge auf die Infrastruktur sowie pakistanische Sicherheitskräfte und chinesische Arbeiter. Zu größeren Angriffen auf chinesische Arbeiter und Unterkünfte kam es bisher in Gwadar und der Provinzhauptstadt Karachi.
Ebenfalls wurde der Flugplatz Jewani und Mitarbeiter der Oil and Gas Development Co. Ltd. (OGDCL) angegriffen. Pakistan hat mehrere tausend Sicherheitskräfte entlang der CPEC-Route stationiert, um das Projekt und die daran arbeitenden chinesischen Staatsangehörigen zu schützen. Im Juni 2020 griff die BRAS, ein Bündnis der militanten Belutschen, die pakistanische Börse an und forderte von China, die Arbeit am CPEC in Belutschistan einzustellen. Die Belutschische Opposition macht pakistanische Behörden zudem für hunderte außergerichtliche Tötungen und für das Verschwinden tausender Belutschen verantwortlich.